# Dietmanns (Dolna Austria)
Dietmanns – gmina targowa w Austrii, w kraju związkowym Dolna Austria, w powiecie Waidhofen an der Thaya. Według Austriackiego Urzędu Statystycznego liczyła 1 089 mieszkańców (1 stycznia 2014).